# Tre Valli Varesine 1951
La Tre Valli Varesine 1951, trentunesima edizione della corsa, si svolse il 14 agosto 1951 su un percorso di 275 km. La vittoria fu appannaggio dell'italiano Guido De Santi, che completò il percorso in 7h32'49", precedendo i connazionali Alfredo Pasotti e Pasquale Fornara.
Sul traguardo di Varese 28 ciclisti, su 104 partiti dalla medesima località, portarono a termine la competizione.  

## Ordine d'arrivo (Top 10)
| Pos. | Corridore          | Squadra          | Tempo    |
| ---- | ------------------ | ---------------- | -------- |
| 1    | Guido De Santi     | Benotto          | 7h32'49" |
| 2    | Alfredo Pasotti    | Wilier-Triestina | a 2"     |
| 3    | Pasquale Fornara   | Legnano          | a 3"     |
| 4    | Andrea Carrea      | Bianchi-Pirelli  | s.t.     |
| 5    | Giuseppe Minardi   | Legnano          | s.t.     |
| 6    | Gino Bartali       | Bartali          | a 15"    |
| 7    | Antonio Bevilacqua | Benotto          | s.t.     |
| 8    | Fiorenzo Magni     | Ganna            | s.t.     |
| 9    | Luciano Maggini    | Atala-Pirelli    | s.t.     |
| 10   | Annibale Brasola   | Wilier Triestina | s.t.     |